# Tzitzaquil
Tzitzaquil är en ort i Mexiko.   Den ligger i kommunen Yajalón och delstaten Chiapas, i den sydöstra delen av landet, 800 km öster om huvudstaden Mexico City. Tzitzaquil ligger 930 meter över havet och antalet invånare är 109.
Terrängen runt Tzitzaquil är kuperad åt sydväst, men åt nordost är den bergig. Runt Tzitzaquil är det ganska tätbefolkat, med 56 invånare per kvadratkilometer. Närmaste större samhälle är Yajalón, 1,3 km väster om Tzitzaquil. I omgivningarna runt Tzitzaquil växer i huvudsak städsegrön lövskog.